# Ardesque
Dans la mythologie grecque, l'Ardesque est un dieu fleuve à la localisation incertaine, présenté comme l'un des vingt-cinq fils cités de Téthys et d'Océan, par Hésiode dans sa Théogonie, où il relate la création du monde :
« Τηθὺς δ᾽ Ὠκεανῷ Ποταμοὺς τέκε δινήεντας,
Νεῖλόν τ᾽ Ἀλφειόν τε καὶ Ἠριδανὸν βαθυδίνην
Στρυμόνα Μαίανδρόν τε καὶ Ἴστρον καλλιρέεθρον
Φᾶσίν τε Ῥῆσόν τ᾽ Ἀχελώιόν τ᾽ ἀργυροδίνην340
Νέσσον τε Ῥοδίον θ᾽ Ἁλιάκμονά θ᾽ Ἑπτάπορόν τε
Γρήνικόν τε καὶ Αἴσηπον θεῖόν τε Σιμοῦντα
Πηνειόν τε καὶ Ἕρμον ἐυῤῥείτην τε Κάικον
Σαγγάριόν τε μέγαν Λάδωνά τε Παρθένιόν τε
Εὔηνόν τε καὶ Ἄρδησκον θεῖόν τε Σκάμανδρον. »
— Hésiode, Théogonie, v. 337-349, traduction d'Anne Bignan

« Téthys donna à l’Océan des Fleuves au cours sinueux, le Nil, l’Alphée, l’Éridan aux gouffres profonds, le Strymon, le Méandre, l’Ister aux belles eaux, le Phase, le Rhésus, l’Achéloüs aux flots argentés, le Nessus, le Rhodius, l’Haliacmon, l’Heptapore, le Granique, l’Ésépus, le divin Simoïs, le Pénée, l’Hermus, le Caïque aux ondes gracieuses, le large Sangarius, le Ladon, le Parthénius, l’Événus, l’Ardesque et le divin Scamandre. »